# Альтенбергер, Верена
Верена Альтенбергер (нем. Verena Altenberger; род. 11 ноября 1987, Шварцах-им-Понгау, Австрия) — австрийская актриса театра, кино и телевидения.

## Биография
Детство Верены проходило в федеральной земле Зальцбург — в Дорфгастайне, Халлайне, Оберальме. Часть своей юности она провела в замке Винкль (нем. Schloss Winkl (Oberalm)), где её мать была директором сельскохозяйственной школы Винкльхоф. В 18 лет отправилась в Вену, получила диплом журналистки в Венском университете, изучала актёрское мастерство, в 2015 году окончила Венский университет музыки и исполнительского искусства по классу драмы.
С 2010 года играет в театральных спектаклях «Алиса в Стране чудес», «Бонни и Клайд», «Тристан и Изольда». С 2015 года состоит в труппе Фолькстеатра в Вене. Параллельно снимается на телевидении в небольших ролях и разнообразных сериалах, например «Телефон полиции — 110».
В большом кино дебютировала, сыграв главную роль в драме «Лучший из миров» (2017), и была отмечена «Серебряным Георгием» на Московском кинофестивале как лучшая актриса.
В телефильме 2022 года «Лицо памяти» совместного производства Südwestrundfunk и Österreichischer Rundfunk  Верена сыграла главную героиню Кристину, которая через 20 лет после потери любимого человека не может забыть встреч с ним, когда ей было 16 лет. Юную Кристину в фильме сыграла младшая сестра Верены Юдит.

## Фильмография (выборочно)
- 2012: Schnell ermittelt
- 2013: SOKO Wien
- 2013–2018: CopStories (телесериал)
- 2014: Therapie für einen Vampir
- 2014: Hart an der Grenze
- 2014: Universum History
- 2015: Altes Geld (телесериал)
- 2016: Das Geheimnis der Hebamme
- 2016: Landkrimi
- 2016–2017: Lena Lorenz (телесериал)
- 2017–2021: Magda macht das schon!(телесериал)
- 2017: Die beste aller Welten
- 2019: Ein Dorf wehrt sich
- 2019–2023: Телефон полиции — 110 (телесериал)
- 2019: Die Spur der Mörder
- 2019: Tatort: Baum fällt
- 2020: Schönes Schlamassel
- 2021: Me, We
- 2021: Generation Beziehungsunfähig
- 2021: Hannes
- 2022: Лицо памяти (телефильм)
- 2022: Riesending – Jede Stunde zählt (телефильм)
- 2023: Sterne unter der Stadt
- 2024: Кафка (мини-сериал)

Расширенный перечень.

## Награды
- 2017 год: на Московском международном кинофестивале Верену наградили «Серебряным Георгием» в номинации «лучшая актриса» за главную роль в фильме «Лучший из миров»[1][2].
- 2022 год: премия в номинации «Лучшее драматическое искусство» за главную роль в фильме «Лицо памяти».
- В 2023 году на фестивале Filmkunstfest Mecklenburg Vorpommern получила приз за лучшее актёрское исполнение в фильме «Sterne unter der Stadt».

Расширенный перечень. 